# Reuben H. Sawyer
Reuben Herbert Sawyer (* 1866; † 1962) war ein amerikanischer Geistlicher. Als ein wichtiger Vertreter des Anglo-Israelismus verknüpfte er religiöse Überzeugungen mit ultrakonservativem und radikalen politischen Aktivismus.

## Leben
Sawyer war ursprünglich Pastor der East Side Christian Church in Portland. Hier baute er bis Anfang der 1920er Jahre mit der Anglo-Israel Research Society eine starke Gruppierung der Anglo-Israeliten auf. Er war auch federführend an der Gründung der British Israel World Federation in London 1919 beteiligt. Sawyer war ein gefragter Redner und gab 1921 sein Pastorat auf, um sich ausschließlich seiner Vortragstätigkeit an der Pazifikküste und im westlichen Kanada, hier vor allem in Vancouver, zu widmen. 
Neben seinem Engagement für die  Anglo-Israelitische Bewegung beteiligte sich Sawyer am Aufbau des Ku Klux Klan in Oregon. Sawyer trat dabei vor allem als Redner auf, der teilweise vor mehreren Tausend Zuhörern sprach. 1922 übernahm er auch die Leitung der durch den Führers des Klans in Oregon, Fred Gifford, gegründeten Frauenorganisation des Klans Ladies of the Invisible Empire. 1924 überwarf er sich mit Gifford und verließ den Klan.
Sawyer vertrat die Ansicht, man könne zwischen den wahren Israeliten, von denen die Angelsachsen abstammten, und „falschen“ Juden unterscheiden. Unter dem Einfluss der Publikation der Artikelreihe The International Jew in der von Henry Ford herausgegebenen Wochenzeitung The Dearborn Independent begann Sawyer die „falschen“ Juden mit unamerikanischen Zielen und Bolschewismus zu identifizieren. Dazu rechnete er vor allem Juden aschkenasischer und osteuropäischer Herkunft.

## Schriften
- The Jewish question. Crown Printing Works, Mere Wilts 192-?
- Bible religion. Or, the church of the scriptures. Standard Pub. Co., Cincinnati, Ohio 1900.
- The livery of heaven. The C.M. Clark Pub. Co., Boston 1910.
- The truth about the invisible empire. Knights of the Ku Klux Klan; a lecture delivered at the Municipal auditorium in Portland, Oregon, on December twenty-second, nineteen twenty-one, to six thousand people. Pacific Northwest Domain, Portland, Or. 1922.